# Cimitero monumentale di Forlimpopoli
Il cimitero monumentale di Forlimpopoli, noto anche come cimitero vecchio, è il camposanto più antico della città, aperto nel 1809. 
A seguito del divieto di seppellire i morti in aree urbane, promulgato durante il 1797 all'atto dell'occupazione napoleonica, nasce la necessità di una nuova area cimiteriale fuori città
Dopo le prime valutazioni del 1807, nel 1808 la municipalità acquista la chiesa della Madonna di Loreto, attorno al quale sarebbe sorto il nuovo cimitero che vedrà l'apertura l'11 luglio 1809.
Subisce un ampliamento consistente nel 1854, tale opera si rivelerà predittiva, in quanto già l'anno successivo il cimitero ospiterà le duecento vittime dell'epidemia di colera.
L'aspetto monumentale prenderà piede solo a partire dal primo decennio del XX secolo.
Al suo interno ospita una scultura di Roberto de Cupis, datata 1923, parte della tomba monumentale commissionata dal forlivese Cesare Casadei per il figlio Giuseppe.